# Османизация Парижа

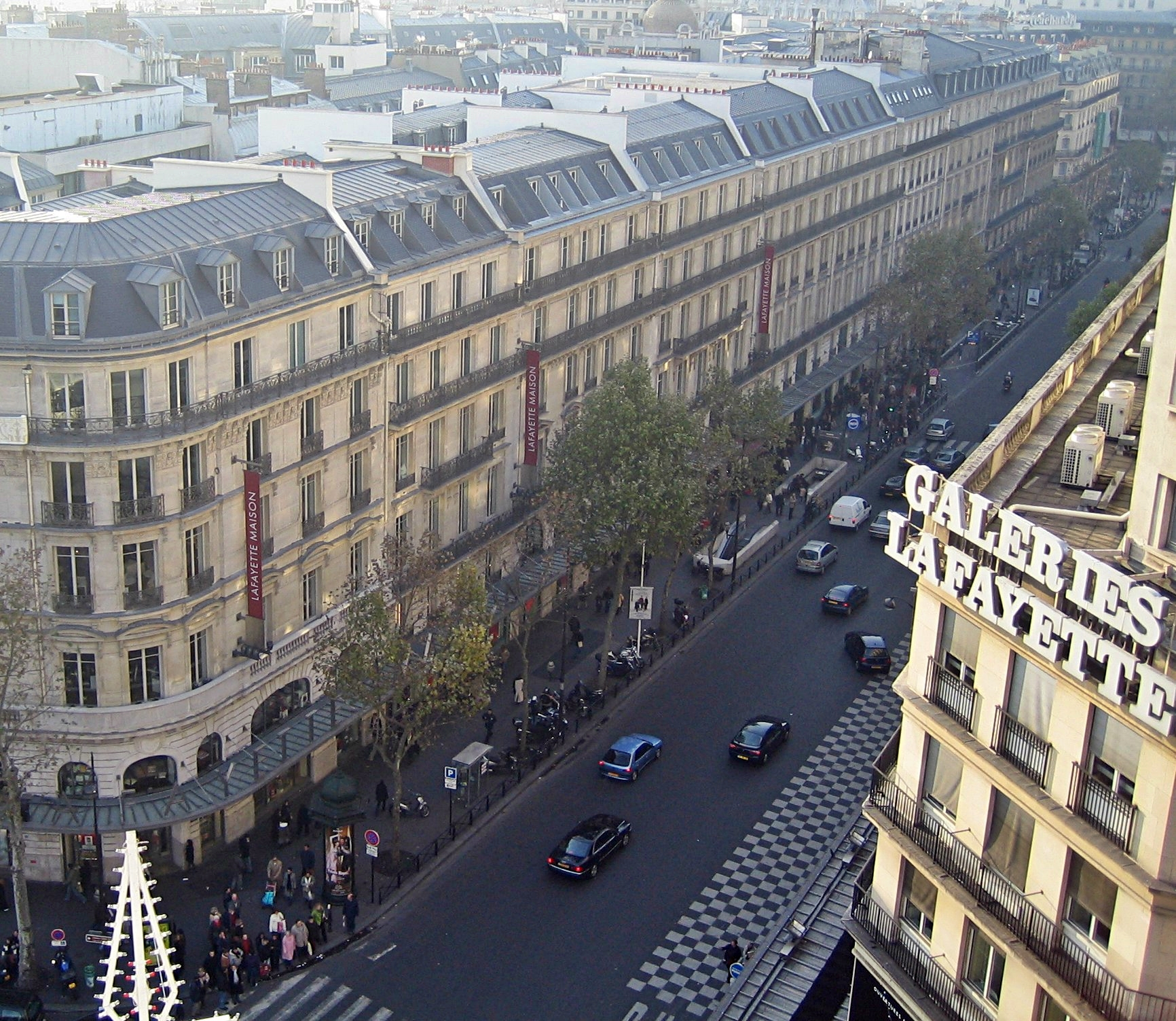
Бульвар Осман

Османиза́ция (фр. travaux haussmanniens) — градостроительные работы, проводившиеся в Париже в период Второй империи (третья четверть XIX века) по поручению Наполеона III под руководством барона Османа (префекта департамента Сена) и во многом определившие современный облик города.
Перепланировка не только привела к улучшению инфраструктуры столицы Франции, но и породила множество подражаний в других городах мира (например, американское движение City Beautiful), а также популяризовала тип фланёра — горожанина, извлекающего эстетическое удовольствие из прогулок по городу.

## Модернизация средневекового города

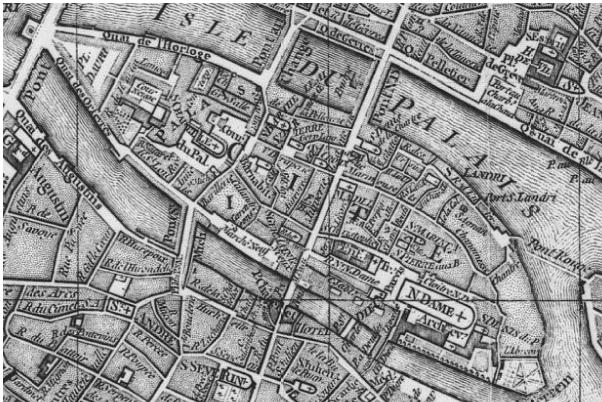
План острова Сите до его перестройки согласно плану Вогонди от 1771 года

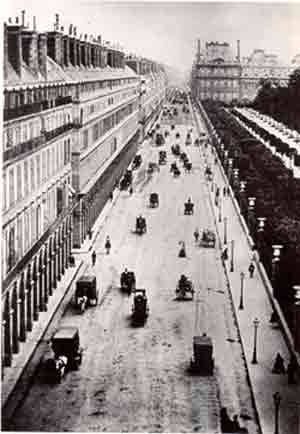
Улица Риволи в 1855 году

Необходимость перемен назрела уже давно. Начиная с первой половины XVIII века власти города задумывались о необходимости перестроить центр Парижа, а именно: облагородить набережные Сены и снести дома, построенные на мостах. В годы интенсивного индустриального развития Франции и в первую очередь Парижа население города росло исключительно быстрыми темпами: за одно столетие население возросло более чем в пять раз — с 0,55 млн. в 1800 году до 2,7 млн. в 1901 году. В некоторых кварталах плотность населения достигла 100 000 чел на км². Город оказался не предназначен для такого большого количества жителей: сеть узких кривых улиц, плотно застроенных зданиями, затрудняла дорожное движение, а плохие санитарные условия приводили к частым вспышкам эпидемий, что, в свою очередь, приводило к тому, что богатые парижане покидали город и переселялись в пригороды на север и запад, а центр столицы превращался в квартал бедняков, подверженный также и частым социальным волнениям. Для устранения подобных проблем требовалась масштабная перепланировка.

### Первая половина XIX века
Первый план модернизации Парижа был разработан во время Французской революции в конце XVIII века. В 1794 году была основана Комиссия художников, которая занялась разработкой проекта по строительству новых широких улиц, в том числе авеню от площади Нации до Лувра, на месте нынешней авеню Виктория.
По поручению Наполеона I в 1806 году была сооружена улица Риволи вдоль сада Тюильри, которая была затем продлена до Шатле в период Второй империи. Новая улица была более приспособлена к оживлённому движению, чем проект Комиссии художников, а кроме того послужила основой для нового закона servitude d’alignement, суть которого заключалась в запрете строительства новых зданий или обновления старых за чертой улицы, обозначенной администрацией города.
В конце 1830-х годов префект Рамбюто осознал проблему недостаточности гигиены и перегруженности дорог перенаселённого центра Парижа. Благодаря миазматической теории возникновения болезней было решено «заставить воздух циркулировать». Толчком к этому решению стала эпидемия холеры 1832 года, которая унесла жизни 20 000 парижан. Рамбюто был готов к претворению планов в жизнь, однако имел лишь ограниченные полномочия из-за отсутствующего закона об экспроприации имущества. Новый закон от 3 мая 1841 года был направлен на разрешение данной проблемы.

### Приход к власти Наполеона III
Избранный в 1848 году президентом Французской республики, Луи-Наполеон Бонапарт через три года совершил государственный переворот и провозгласил себя императором Наполеоном III. К тому моменту он побывал в Лондоне — финансовой столице мира тех времён, — в котором промышленная революция произошла несколько раньше, в XVII веке, и который обладал системой канализации и большими общественными парками, сооружёнными после Великого лондонского пожара 1666 года. И теперь, став императором, он задумал превратить французскую столицу в современный город, отвечающий быстрым темпам развития населения и промышленности. Сам Наполеон III интересовался архитектурой, и его часто можно было застать работающим над чертежами новых улиц Парижа.
В планы правителя входили не только улучшение транспортного сообщения, системы здравоохранения Парижа и улучшение жилищных условий низшего класса, но и повышение своего авторитета среди парижан. Помимо этого широкие, хорошо обозреваемые авеню облегчали проведение военных парадов и усложняли перекрытие улиц баррикадами в случае очередной революции.
Для осуществления задуманного проекта Наполеон III в 1853 году назначил префектом департамента Сена барона Жоржа Эжена Османа, известного своей последовательностью и строгостью. Министр внутренних дел герцог Персиньи, представивший Османа Наполеону, заведовал финансовыми делами проекта, с помощью братьев Перейров. Инженер Адольф Альфан совместно с садовником Барийе-Дешамом занимались обустройством парков и садов. Также над проектом работали другие архитекторы: Габриэль Давью над театрами на площади Шатле, Теодор Баллю над зданием мэрии, Виктор Бальтар над крытыми рынками в квартале Аль, Жак Итторф над строительством Северного вокзала и реконструкцией площади Звезды.

## Выполненные работы

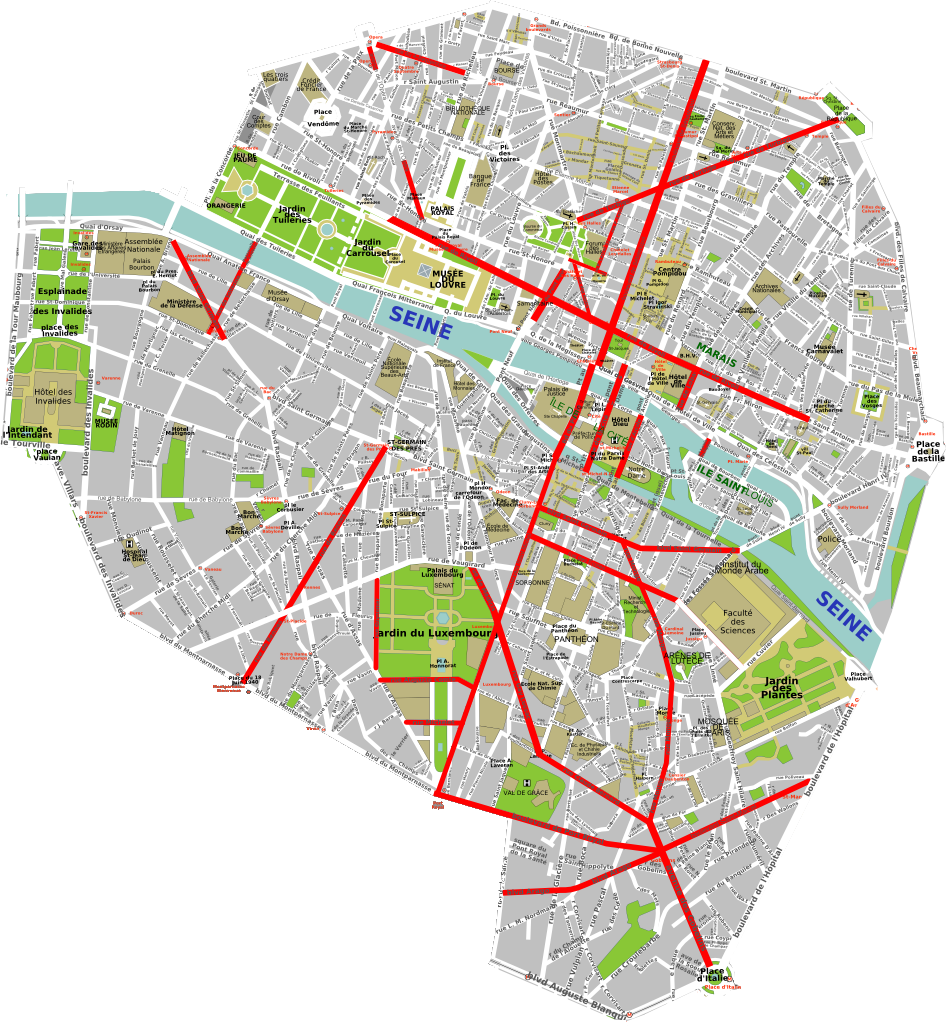
Проспекты, созданные Османом в центре города в 1850—1870 годах

### Бульвары и авеню
Для обеспечения движения транспорта Осман проложил широкие проспекты сквозь существующие кварталы. На месте запутанных узких улочек возникла геометрическая сеть широких, прямых и светлых авеню и бульваров. Ширина бульваров доходила до 30 м, что было удивительно для парижан.
С 1854 по 1858 год Наполеон III обладал наибольшей властью, чем не преминул воспользоваться Осман для «расчистки» центральной части Парижа: часть узких переулков и тупиков исчезли с карты города. С севера на юг протянулась сквозь город практически прямая ось от Севастопольского бульвара до бульвара Сен-Мишель. Рядом с Шатле северо-южную линию пересекает одна из длиннейших улиц Парижа — улица Риволи, продлённая Османом до улицы Сен-Антуан. Также были построены бульвары в западном и восточном направлениях. Вдоль проспектов были высажены каштаны, подчёркивающие симметричность обновлённого города.
Барон Осман продолжил работу над Большими бульварами, созданными во время правления Людовика XIV. Он не только расширил их, но и построил несколько новых осей, как например, бульвар Ришар-Ленуар и бульвар Осман.
Площадь Звезды приняла при бароне Османе свой окончательный вид — от неё лучами расходятся 12 проспектов, названных в честь маршалов Франции или в честь побед, одержанных французскими войсками.

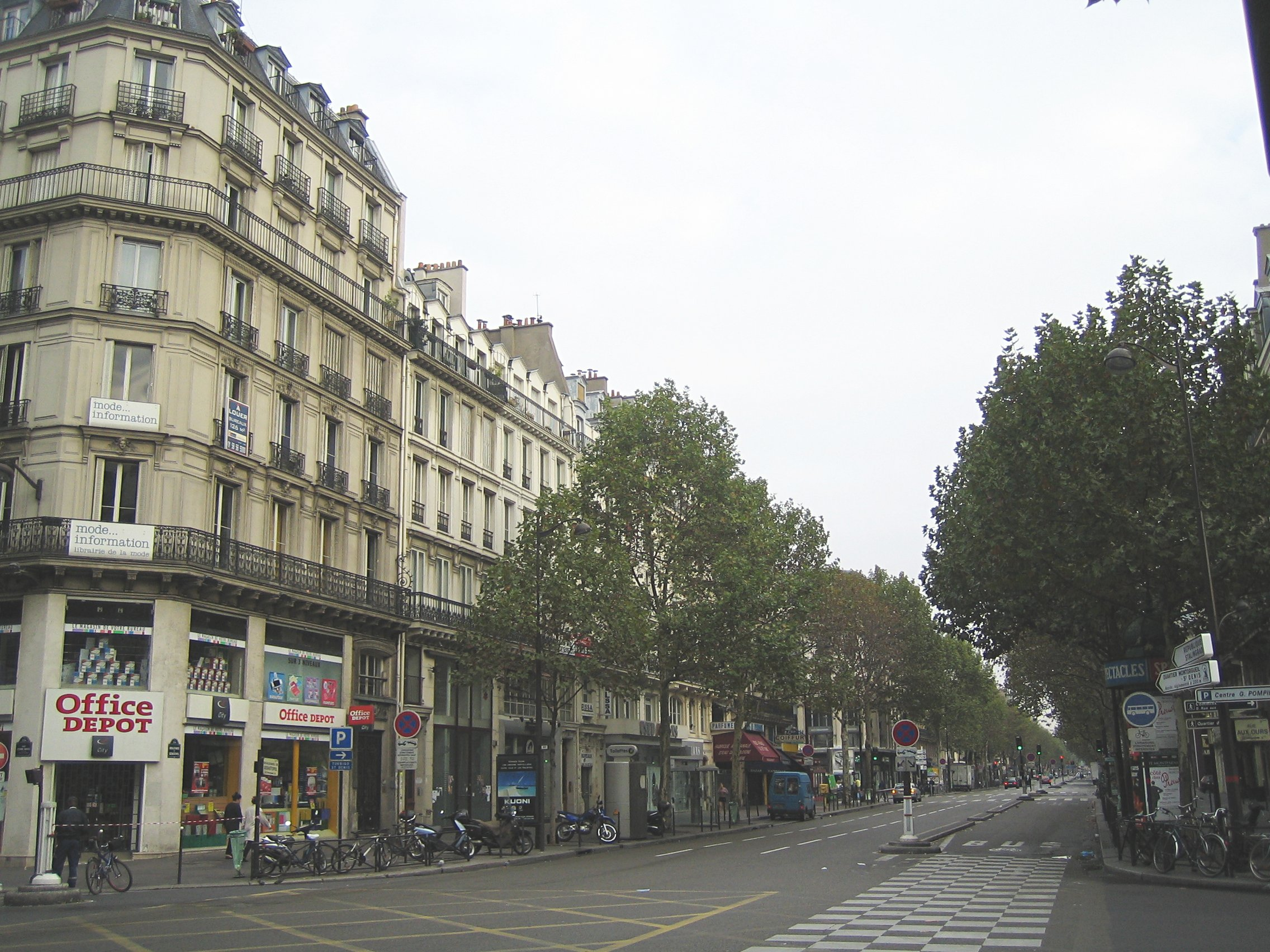
Севастопольский бульвар
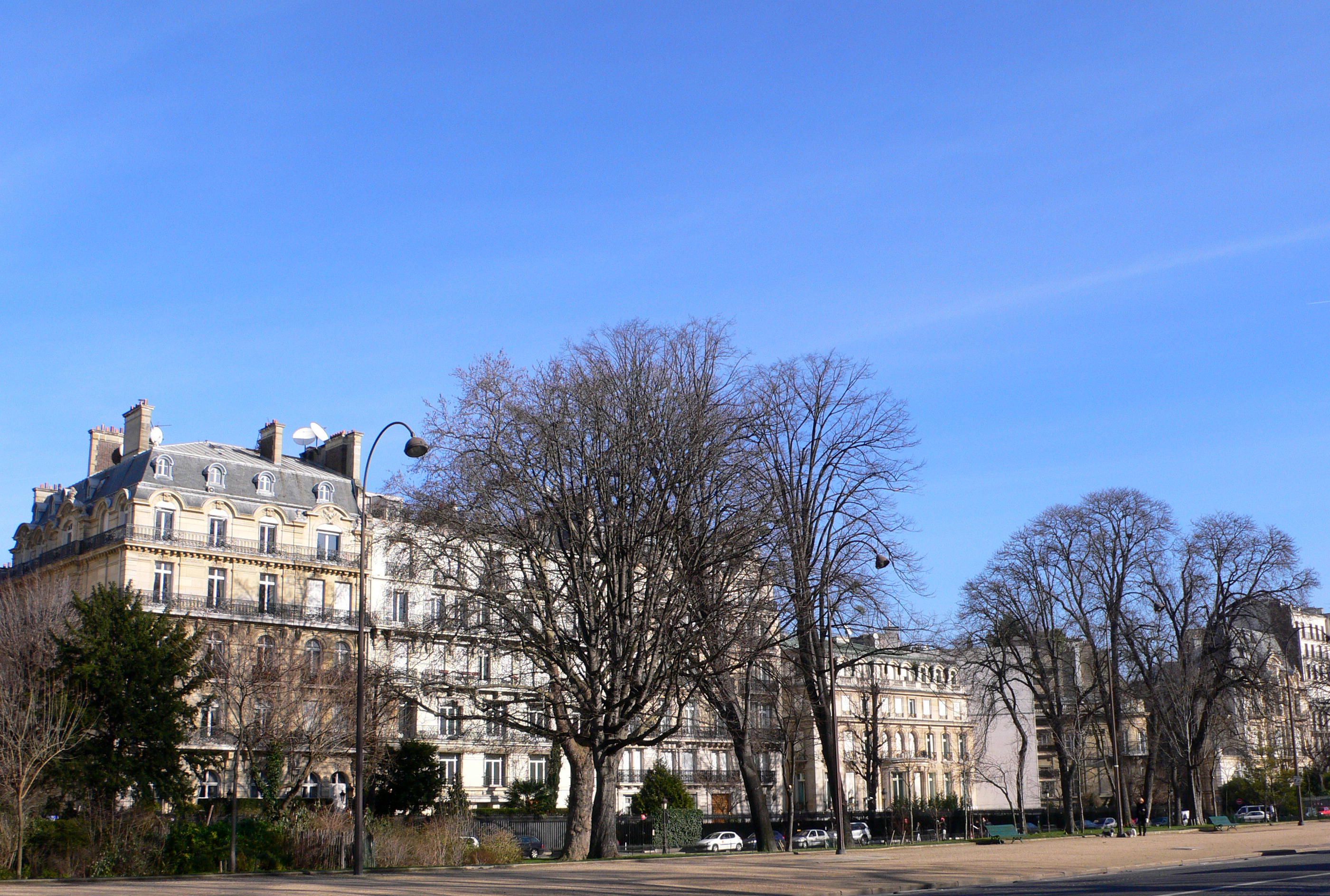
Авеню Фош
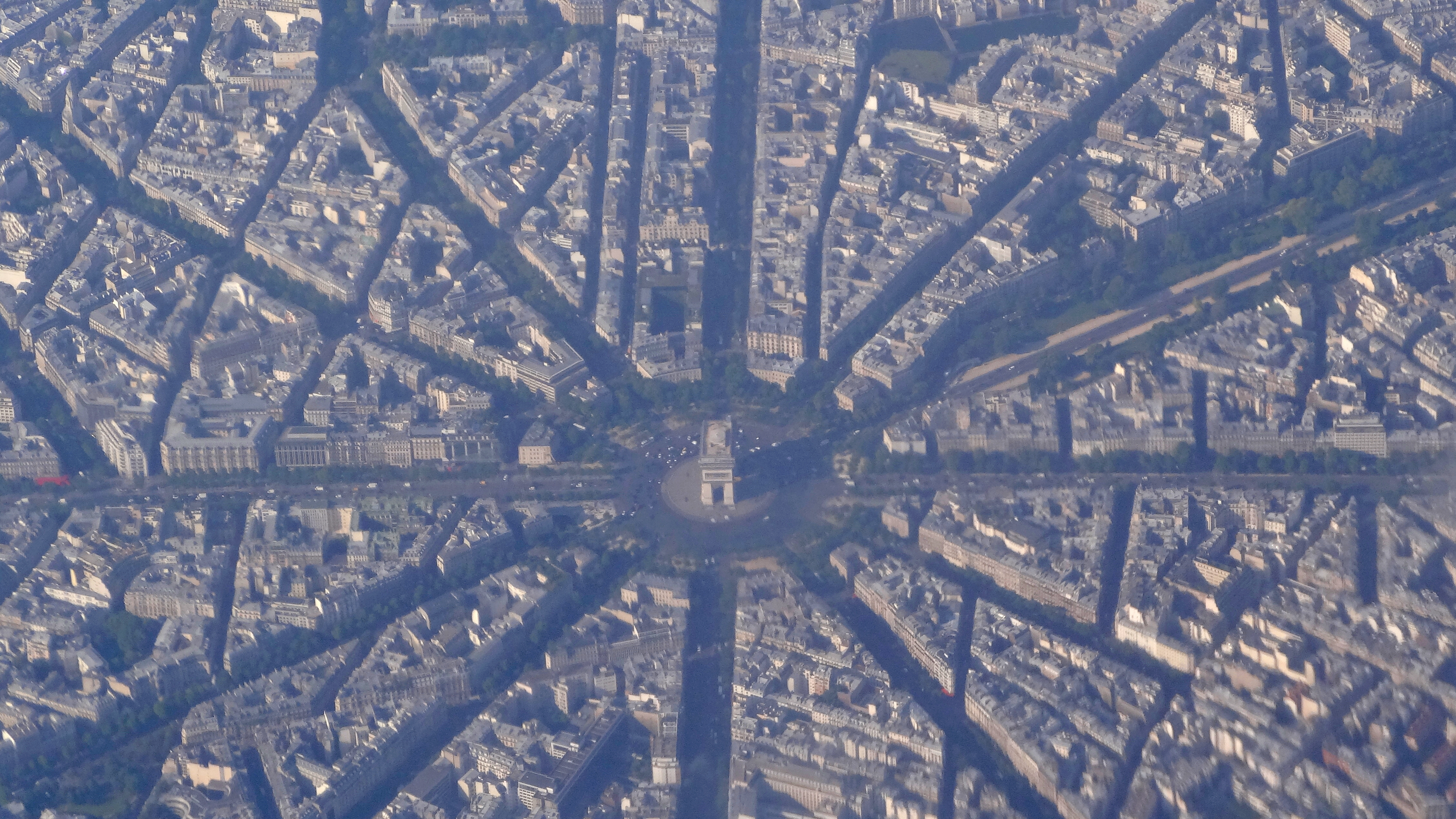
Площадь Звезды (ныне Шарля де Голля)
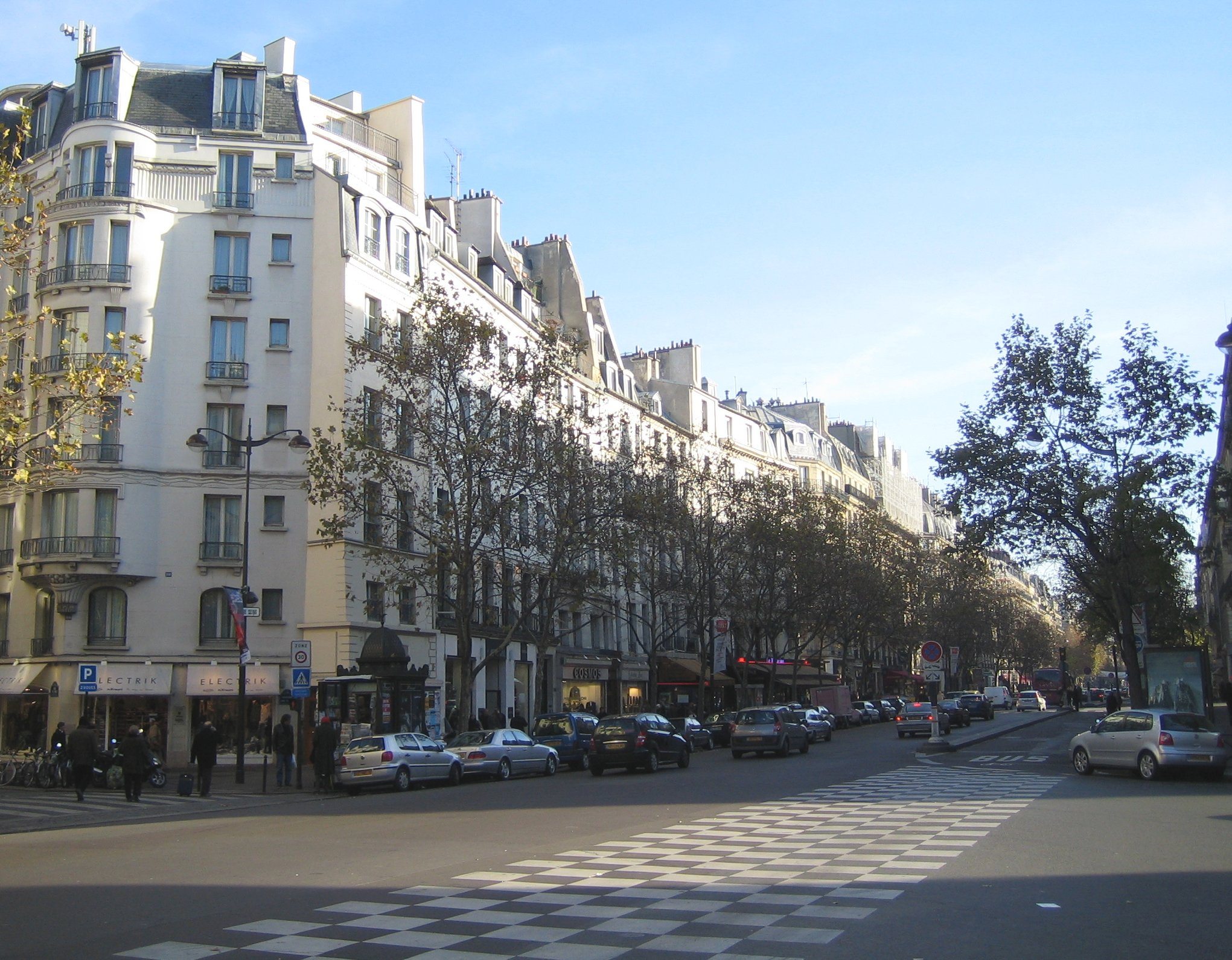
Бульвар Сен-Жермен

### Административная реформа
В 1844 году было окончено строительство новой городской стены, названной Тьерской, поместившей внутрь многие припарижские коммуны, такие как Монмартр, Пасси, Берси. 1 января 1860 года эти коммуны были официально присоединены к Парижу, а из новых территорий и старых 12 округов были образованы новые 20 округов.

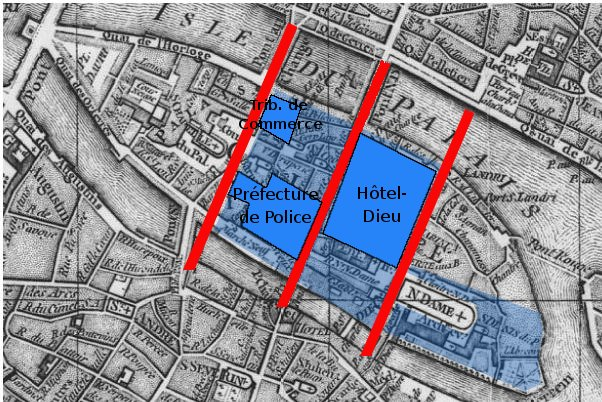
Остров Сите, переделанный по проекту Османа: синим обозначены здания, голубым — общественные площади, красным — улицы

### Остров Сите
Старейшая часть Парижа, остров Сите, была практически полностью перекроена Османом. Были снесены все постройки между королевским дворцом (ныне комплекс Консьержери и Дворца правосудия) и собором Парижской Богоматери, а на их месте сооружены здания префектуры полиции и коммерческого трибунала. Старое здание госпиталя Отель-Дьё, ранее располагавшееся частично на острове и частично на левом берегу, было снесено и заменено на более вместительное (площадью 3 га) несколькими метрами дальше. Между новыми зданиями были проложены три прямые улицы, переходящие в мосты, соединяющие остров с обоими берегами Парижа.

### Парки и сады
Вдохновлённый красотой и многообразием лондонских парков, Наполеон III нанял инженера и архитектора Адольфа Альфана для сооружения зелёных насаждений в Париже. Булонский лес (на западной границе Парижа) и Венсенский лес (на восточной границе) были превращены в парки — так называемые «лёгкие го́рода». В черте города расположились парки Монсо, Бют-Шомон и Монсури. Также в каждом квартале были разбиты скверы, а вдоль авеню высажены деревья.

### Водостоки
Параллельно с наземными велись и подземные работы: лишь во второй половине XIX века была осуществлена модернизация крайне несовершенной системы парижских водостоков. Работами руководил инженер Эжен Бельгран. Под каждой улицей были проложены подземные галереи, по которым проходили трубы со сточной и с чистой водой, а также с газом и сжатым воздухом.

## Критика
Французский публицист Луи Лазар выступал ожесточённым противником проекта Османа: он указывал, что в результате перестройки Парижа исчезло 57 улиц и переулков, было снесено 2227 домов и более 25 000 жителей, преимущественно бедняков, были вынуждены переселиться на окраины. По его мнению, реконструкция вела к резкому разделению населения Парижа на богатых и бедных и неоправданному притоку экономических мигрантов в столицу. 
Русский писатель Д. В. Григорович, хотя и признал, что реконструкция поспособствовала предотвращению социальных беспорядков, однако подчёркивал, что она ведёт к искажению исторического облика города и нацелена главным образом на усиление позиций Наполеона III — чтобы тому было легче держать граждан под контролем: 
Не понимаю, какой бес укусил парижан, но они приняли, по-видимому, намерение повалить весь старый Париж; половина города заставлена лесами; на многих площадях и улицах заборы с выглядывающими поверх их обломанными стенами и трубами; путь поминутно преграждается рядами громадных телег с тесанным камнем, известью; со всех сторон сыплется мусор и раздаются стук лома и крики штукатуров; расположение к перестройкам обнаружилось прежде всего у Наполеона III; оно быстро привилось к буржуазии и мгновенно заразило всех до степени белой горячки. Что Наполеон так усердствует в перестройке Парижа, — дело понятное; ясно, к чему ведут эти широкие, прямые улицы, перерезывающие город по всем направлениям и замкнутые по концам казармами с такими окнами, что страх берет идти мимо: так и ждешь, что высунется оттуда пушка и начнет стрелять картечью. Но вот что удивительно: из чего так хлопочут парижане? Не всех же до такой степени одурманивает тщеславие, чтобы верить, что проекты Наполеона служат только к украшению Парижа! Может быть и то также, что неугомонная деятельность парижан, теснимая со всех сторон, рада миролюбиво ломать дома, ворочать камни и разрушать улицы?!